# Фомичёва, Мария Ивановна
Мари́я Ива́новна Фомичёва (род. 1942) — советский хозяйственный и политический деятель.

## Биография
Родилась в 1942 году. Член КПСС с 1971 года.
Окончила среднюю школу.
В 1958—1967 годах — плетельщица, в 1967—1971 годах — инструктор производственного обучения, в 1971—1991 годах — плетельщица Рижской текстильно-галантерейной фабрики «Лента» Министерства легкой промышленности Латвийской ССР.
Избиралась депутатом Верховного Совета СССР 11-го созыва. Делегат XXVI и XXVII съездов КПСС.
Жила в Риге.

## Награды
- Орден Трудового Красного Знамени
- Орден Трудовой Славы II степени
- Орден Трудовой Славы III степени